# الدوري الهولندي الممتاز 1917–18
الدوري الهولندي الممتاز 1917–18 (بالهولندية: Nederlands landskampioenschap voetbal 1917/18)‏ هو الموسم 30 من الدوري الهولندي الممتاز. أشرف على تنظيمه الاتحاد الملكي الهولندي لكرة القدم، وكان عدد الأندية المشاركة فيه 51، وفاز فيه أياكس أمستردام.